# SPA Dovunque 35 protetto
Lo SPA Dovunque 35 protetto è un veicolo trasporto truppe blindato ruotato, prodotto in Italia ed impiegato dalle Brigate Nere della Repubblica Sociale Italiana durante la seconda guerra mondiale.

## Storia
Dal 1938, in seno al Regio Esercito, si stava delineando il requisito per un veicolo trasporto truppe per i Reggimenti Bersaglieri e per la fanteria delle divisioni corazzate. La Viberti presentò già nel 1941 un prototipo basato sull'autocarro SPA Dovunque 35, tuttavia dubbi tecnici (l'eccessivo peso della corazzatura sull'autotelaio non espressamente progettato) e dubbi dottrinali sull'impiego di un simile mezzo non trasformarono il progetto in una commessa. Il prototipo rimase nelle officine Viberti fino all'11 novembre del 1944, quando fu requisito dalla Brigata Nera Ather Capelli di Torino.
Intanto nel 42 era stata definita la versione definitiva, con il cielo del vano di trasporto coperto. Con il precipitare degli eventi, nell'aprile del 1945, gli esemplari ancora in via di completamento presso le officine Viberti, in versione coperta e non, furono requisiti dalle varie fazioni. Almeno tre furono requisiti dalle forze Repubblicane della RSI. Dei due mezzi requisiti dai partigiani, uno fu distrutto con un panzerfaust da un legionario della 29. Waffen-Grenadier-Division der SS (italienische Nr. 1) (la divisione SS italiana).

## Tecnica
Il mezzo si basa sull'autotelaio dell'autocarro fuoristrada 6x4 SPA Dovunque 35 ampiamente modificato. L'impostazione generale, con le pareti del vano trasporto angolate, si ispira ai semicingolati trasporto truppe tedeschi Sd.Kfz. 251. Lo scafo è ottenuto da piastre blindate rivettate dello spessore di 10 mm. Il motore, anteriore, è protetto da un corto muso con alette angolari a protezione del radiatore. Nella cabina trovano posto il conduttore a destra ed il capomezzo a sinistra; la visuale è garantita da due finestre protette da portello blindato; l'accesso alla cabina avviene da due sportelli laterali. Posteriormente la cabina continua con il vano di trasporto, nella quale trovano posto 10 soldati su panche addossate alle pareti inclinate. La salita e la discesa della squadra avviene tramite un portellone posteriore in due elementi. Per il combattimento da bordo, i militari possono usare le armi personali attraverso quattro feritoie per lato e due sul retro. Nel progetto definitivo era prevista la copertura blindata sia della cabina che del vano trasporto, con tre grandi portelli a disposizione dell'equipaggio, ma sulle foto pervenute tale copertura non compare mai.

## Galleria d'immagini

Vista da 3/4.
Vano di combattimento e cabina.
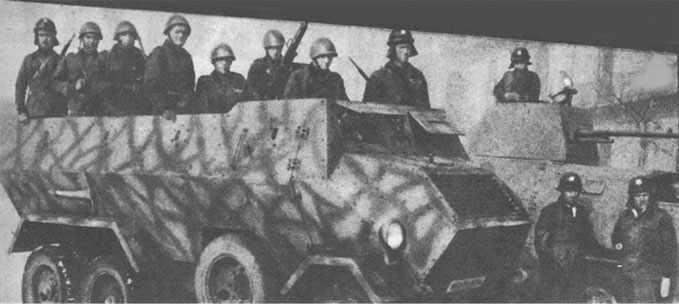
Il Dovunque della Brigata Nera Ather Capelli di Torino.